# CBRE Group

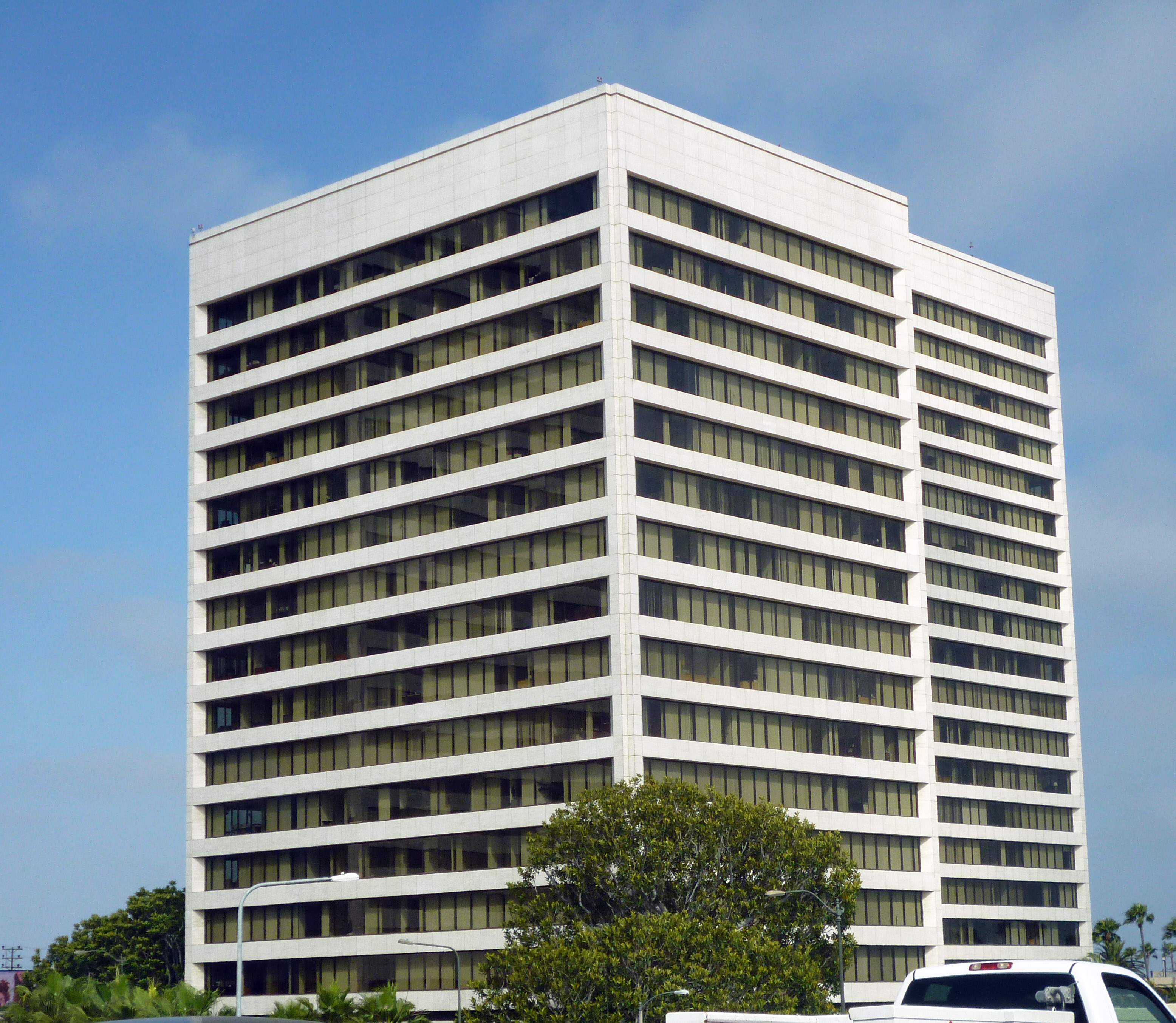
Hoofdkantoor in Los Angeles

De CBRE Group, voorheen CB Richard Ellis, is een internationale vastgoedorganisatie met het hoofdkantoor in Los Angeles. Het bedrijf is wereldwijd het grootste vastgoedadviesbureau. Het van origine Brits-Amerikaanse bedrijf telt anno 2024 ongeveer 140.000 werknemers, verdeeld over ruim 530 kantoren (zonder bijkantoren). Het levert adviesdiensten aan eigenaren, investeerders en gebruikers van commercieel onroerend goed.

## Geschiedenis
In 1998 ontstond CB Richard Ellis nadat Richard Ellis International, Limited (REI Limited), in 1773 opgericht in Londen, werd overgenomen door het Amerikaanse Coldwell Banker (CB Commercial), dat zijn oorsprong vond in 1906. In respectievelijk 2003 en 2006 werden Insignia Financial Group en Trammel Crowe Company overgenomen. Sinds 2004 is het bedrijf beursgenoteerd aan de New York Stock Exchange. Het vastgoedbedrijf veranderde in oktober 2011 zijn naam in CBRE Group.

## Diensten
De firma voorziet bedrijven in de vastgoedbranche van strategisch huisvestingsadvies en commercieel advies bij huur- en kooptransacties in de winkel- kantoren- en logistieke branche. Property en asset management en het uitvoeren van taxaties zijn een ander onderdeel van de dienstverlening. Verder doet de organisatie onderzoek naar ontwikkelingen in de vastgoedmarkt, houdt zich bezig met interieurontwerp en de realisatie daarvan door middel van project- en bouwmanagement. Ten slotte biedt CBRE financiële adviesdiensten aan zoals advies bij de financiering van vastgoed, het structureren van niet-genoteerde vastgoedfondsen, de plaatsing van kapitaal en de ondersteuning bij secondaries.

## CBRE Nederland
Vanaf 1973 is CBRE in Nederland actief. Er werken ruim 1450 medewerkers verspreid over 8 vestigingen in Arnhem, Amsterdam (hoofdkantoor), Den Haag, Eindhoven, Groningen, Rotterdam, Utrecht en Zwolle. In 2006 werden N+T Retail en Rietmeijer Huisvestingsadviseurs overgenomen. In 2011 werd SCM Europe verworven, specialist op het gebied van shopping centre management.
Per november 2011 is de bedrijfsnaam gewijzigd in CBRE.
In 2015 werd Johnson Controls GWS door CBRE overgenomen en in 2022 is Eefje Voogd Makelaardij door CBRE Nederland overgenomen.